# Kawase Hasui
Kawase Hasui (Japans: 川瀬 巴水) (Tokio, 18 mei 1883 – aldaar, 7 november 1957) was een Japanse prentkunstenaar die gold als het boegbeeld van de shin hanga-stroming.

## Levensloop

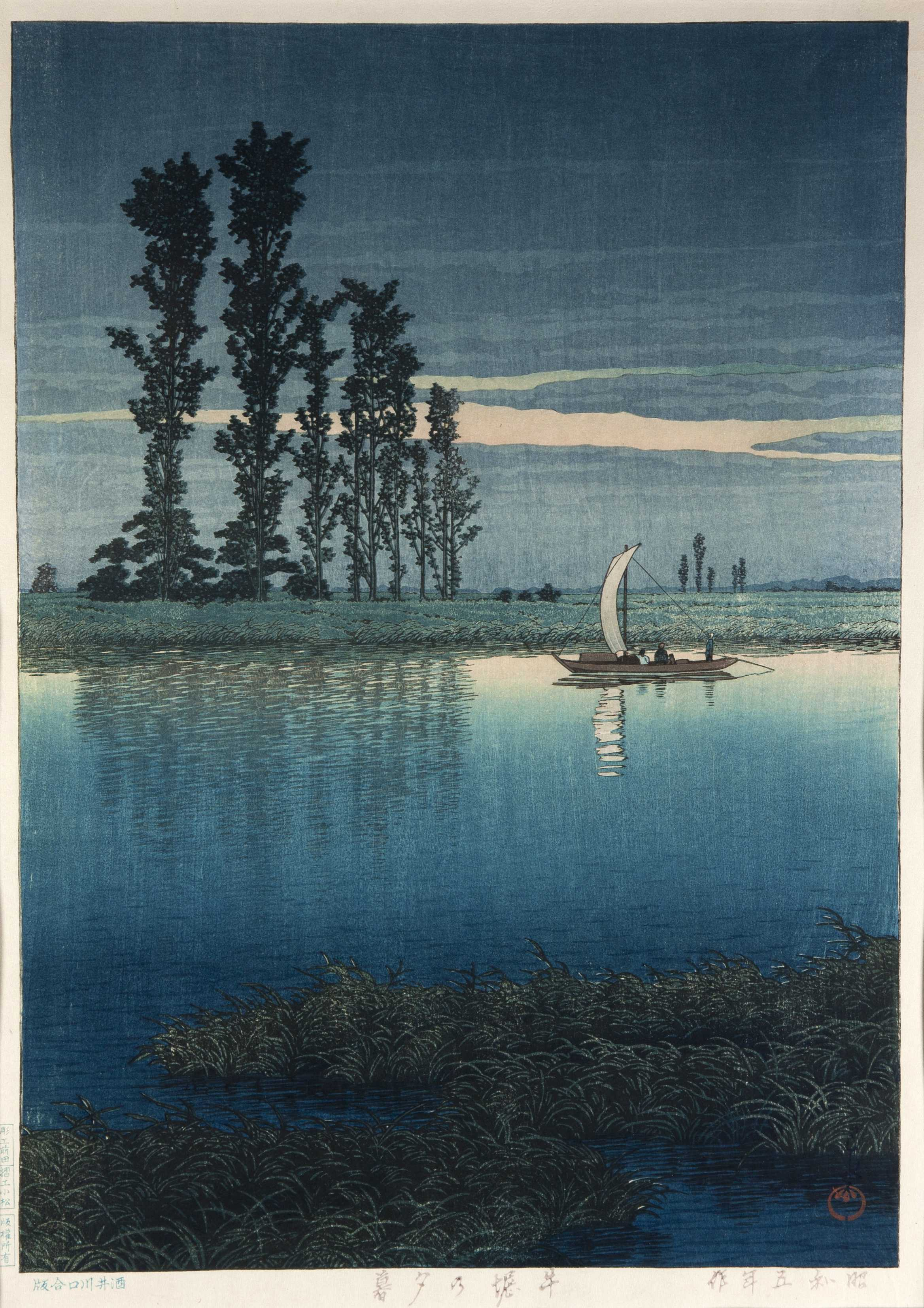
Kawase Hasui (1930) Schemering in Ushibori

De ouders van Hasui, die hun zoon de naam Bunjiro gaven, hoopten dat hij later hun touwhandel in Tokio zou overnemen, maar zelf ambieerde hij een loopbaan als tekenaar. Hij ging in de leer bij de schilder Okada Saburosuke en vervolgde zijn opleiding in het atelier van Kaburaki Kiyokata, die hem de kunstenaarsnaam Hasui gaf. Voor zijn levensonderhoud nam hij in 1913 werk aan als commercieel tekenaar. Jarenlang verzorgde hij illustraties voor boeken en advertenties en maakte hij omslagen voor tijdschriften en andere publicaties. In zijn vrije tijd schilderde hij onder meer landschappen, die tijdens een tentoonstelling de aandacht trokken van kunstimpresario en -handelaar Watanabe Shōzaburō.
Watanabe, die reproducties van ukiyo-e-prenten uitgaf, wilde het ambachtelijke vakmanschap en de thematiek van ukiyo-e combineren met een meer eigentijdse westerse stijl, en een van de kunstenaars die hij hiervoor aanwierf was Hasui. In 1918 verschenen in dit nieuwe genre, dat door Watanabe shin hanga ('nieuwe prenten') werd gedoopt, de eerste houtsnedeprenten op basis van door Hasui aangeleverde schetsen.

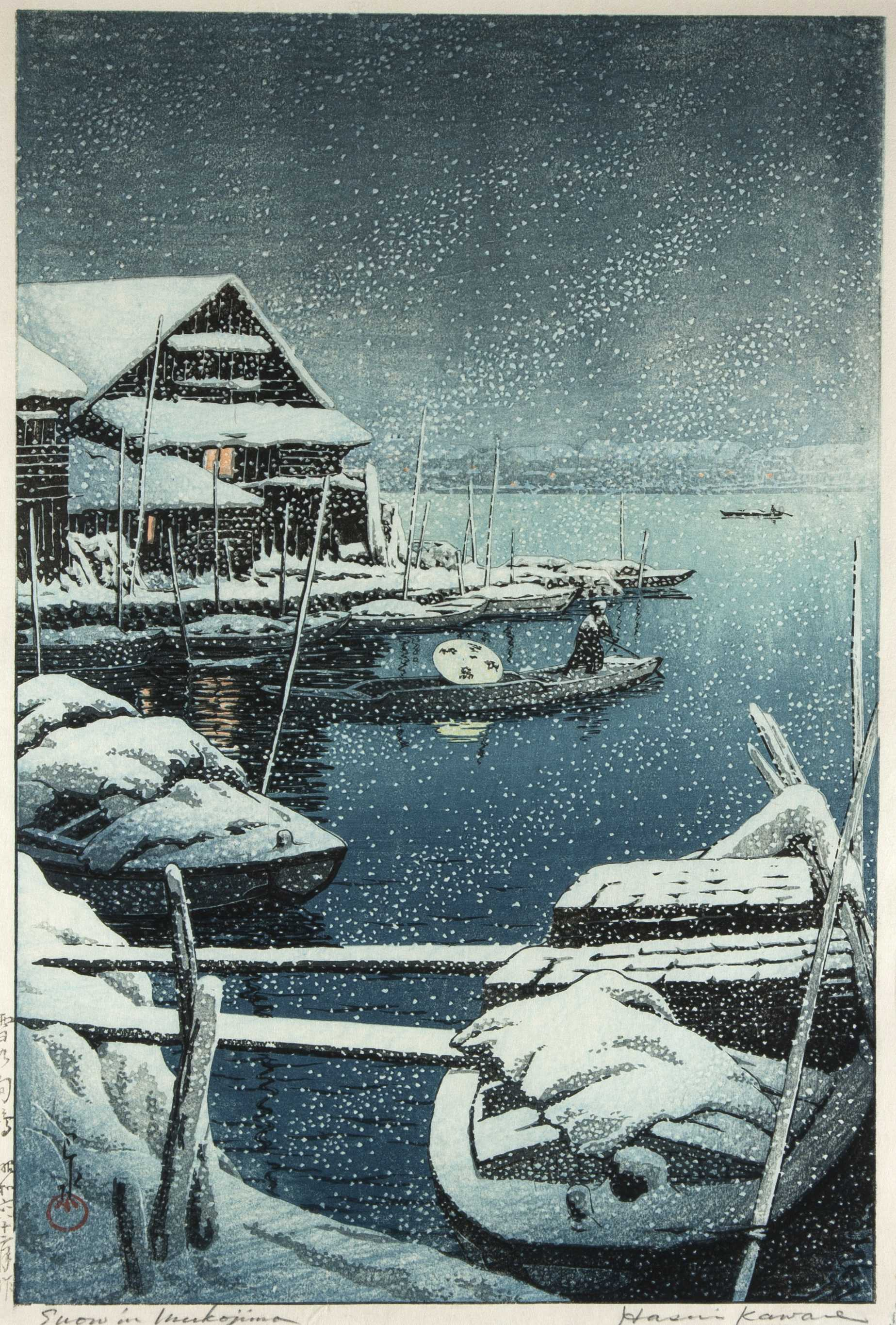
Kawase Hasui (1931) Sneeuw in Mukojima

Er volgden productieve jaren voor Hasui, die van zijn reizen door Japan steeds een reeks schetsen meebracht naar Watanabe. Het merendeel daarvan ging echter verloren bij de aardbeving van september 1923, toen Watanabes atelier door een brand in de as werd gelegd. Ondanks deze tegenslag vertrok Hasui op aandringen van Watanabe alweer snel voor een lange rondreis door Japan.
In de decennia daarna maakte hij nog tal van reizen. Hij groeide uit tot het boegbeeld van de shin hanga-beweging en zijn populariteit steeg tot grote hoogten, zowel in Japan als in het buitenland. Vooral in de Verenigde Staten was er, mede door het japonisme, veel belangstelling voor zijn werk. In 1956, een jaar voor zijn dood, riep de Japanse overheid hem uit tot 'levende nationale schat', een eerbetoon voor mensen die een belangrijke bijdrage hebben geleverd aan de uitoefening en daarmee het voortbestaan van traditionele kunstvormen.

## Thematiek en werkwijze
Van het in hoog tempo verstedelijkende Japan is in Hasui's nostalgische werk weinig te bespeuren. Zijn prenten, veelal landschappen en dorpen in de sneeuw of in de schemering, ademen een verstilde en serene sfeer waarin huizen, boten en de weinige mensen lijken te versmelten met de natuur. Anders dan bijvoorbeeld Hokusai en Hiroshige, in wier oeuvre beroemde plaatsen (de zogenoemde meisho) de boventoon voeren, legde Hasui zich toe op de schildering van onbekende locaties die de tijdloze waarden van het 'ware' Japan moesten verbeelden. Door de invloed van de westerse schilderkunst, waarin de weergave van schaduwen en het gebruik van perspectief gemeengoed zijn, is zijn werk bovendien realistischer dan dat van zijn illustere voorgangers.
Voor de productie van shin hanga-prenten werd in Watanabes atelier de traditionele werkwijze gevolgd: Hasui en andere tekenaars leverden de schetsen, anderen maakten hier houtsneden van en een drukker vervaardigde de uiteindelijke prenten. Dit stond in contrast met de als vooruitstrevender beschouwde aanpak van de sosaku hanga-artiesten (sosaku hanga betekent 'creatieve prenten'), die het hele creatieve proces – tekenen, snijden, drukken, uitgeven – in eigen hand hielden.
- Bibsys: 5040687
- Bibliothèque nationale de France: cb14596666g (data)
- CiNii: DA04665140
- Gemeinsame Normdatei: 129322792
- International Standard Name Identifier: 0000 0000 8362 533X
- KulturNav: 46034687-1799-4ed0-ad35-c559ec6a769a
- Library of Congress Control Number: n85329515
- Nationale Bibliotheek van Letland: 000221853
- Bibliotheek van het Japanse parlement: 00107376
- Nationale Bibliotheek van Tsjechië: jo2018985211
- Nationale Bibliotheek van Israël: 987007527003205171
- Nederlandse Thesaurus van Auteursnamen: 252097459
- Réseau des bibliothèques de Suisse occidentale: 02-A009320742
- RKD-Nederlands Instituut voor Kunstgeschiedenis: 278103
- Système universitaire de documentation: 077121376
- Museum of New Zealand Te Papa Tongarewa: 59369
- Union List of Artist Names: 500333884
- Virtual International Authority File: 19929416
- WorldCat: E39PBJrgM4679TdhffDYffQrMP